# USS Reliant
La USS Reliant NCC-1864 és una nau de la sèrie de ficció Star Trek.
Es tracta d'una nau d'exploració de classe Miranda de la Federació Unida de Planetes amb registre NCC-1864, comandada pel capità Clark Terrell i l'oficial científic Pavel Chekov.
En 2285 (data estel·lar 8130.4) va ser segrestada pel renegat Khan Noonien Singh estant en òrbita en el que creien era Ceti Alfa 6, seriosament danyada en combat contra l'USS Enterprise i finalment destruïda per Khan al detonar el dispositiu Gènesi.